# Hypsiboas albopunctatus
Hypsiboas albopunctatus es una especie de anfibios de la familia Hylidae.
Habita en la mitad norte de Argentina, este de Bolivia, Brasil, Paraguay y Uruguay.
Sus hábitats naturales incluyen sabanas secas, zonas de arbustos, ríos, lagos intermitentes de agua dulce, marismas de agua dulce, corrientes intermitentes de agua y áreas urbanas.